# Districtul Odenwaldkreis
Odenwaldkreis (Odenwald) este un district rural (în germană: Landkreis) din landul Hessa, Germania. Numele lui provine de la zona montană Odenwald.
Face parte din regiunea administrativă de tip Regierungsbezirk Darmstadt.

## Orașe și comune
| Orașe 1. Bad König 2. Breuberg 3. Erbach 4. Michelstadt 5. Oberzent | Comune 1. Brensbach 2. Brombachtal 3. Fränkisch-Crumbach 4. Höchst im Odenwald 5. Lützelbach 6. Mossautal 7. Reichelsheim |